# Mycosphaerella quasiparkii
Mycosphaerella quasiparkii är en svampart som beskrevs av Cheew., K.D. Hyde & Crous 2008. Mycosphaerella quasiparkii ingår i släktet Mycosphaerella och familjen Mycosphaerellaceae.   Inga underarter finns listade i Catalogue of Life.